# La Cicciolina – Göttliche Skandalnudel
La Cicciolina – Göttliche Skandalnudel (Originaltitel La Cicciolina. Godmother of Scandal)  ist ein deutsch-französischer Dokumentarfilm über Ilona Staller aus dem Jahr 2016 von Alessandro Melazzini.

## Handlung
Die Dokumentation zeigt Ilona Stallers Weg von einer Pornodarstellerin zu einer Politikerin auf. Die gebürtige Ungarin verführte ausländische Spione um so an Informationen zu bekommen. Nach der Hochzeit mit einem Italiener, verließ sie Ungarn um ein neues Leben in Italien zu beginnen.
In Italien lernte sie schon bald den Fotografen Riccardo Schicchi kennen. Mit ihm an ihrer Seite startete sie eine Karriere als Aktmodell. Als Markenzeichen etablierte sie schnell einen Blumenkranz auf dem Kopf, der sie an eine Heilige erinnert. Dadurch erhielt sie eine Art Heiligenstatus. Durch ihre verspielt-erotischen Kleidung und kindlichen Accessoires schaffte sie es, niemals als obszön rüberzukommen, obwohl sie durch ihre Taten einige Skandale auslöste.
Sie begann später in ersten Pornofilmen mitzuwirken und erlangte nationale Bekanntheit. Von 1987 bis 1992 saß sie für die italienische Partei Partito Radicale im Parlament in Rom. Durch ihre Hochzeit mit dem Künstler Jeff Koons wurde ihr nachgesagt, zur Ikone der zeitgenössischen Popkultur aufgestiegen zu sein.

## Hintergrund
Die Dokumentation wurde am 12. Juli 2019 auf Tele 5 als Teil der Reihe FSK Sex ausgestrahlt.